# Vincent Cadieux
Vincent Cadieux OMI (ur. 16 lutego 1940 w Alfred) – kanadyjski duchowny katolicki, biskup Moosonee w latach 1992-2016 oraz Hearst w latach 2007-2016.

## Życiorys
Święcenia kapłańskie otrzymał 17 grudnia 1966 w zgromadzeniu misjonarzy oblatów Maryi Niepokalanej. Pracował głównie jako duszpasterz Aborygenów w kilku kanadyjskich diecezjach.
26 listopada 1991 papież Jan Paweł II mianował go ordynariuszem Moosonee (metropolia Keewatin-Le Pas). Sakry biskupiej udzielił mu 29 marca 1992 bp Jules Leguerrier. 25 lipca 2007 został mianowany biskupem Hearst w metropolii Ottawa, zachowując urząd biskupa Moosonee (tzw. unia in persona episcopi).
2 lutego 2016 przeszedł na emeryturę.